# Euheptaulacus porcellus
Euheptaulacus porcellus är en skalbaggsart som beskrevs av Imre Frivaldszky 1879. Euheptaulacus porcellus ingår i släktet Euheptaulacus och familjen Aphodiidae. Inga underarter finns listade i Catalogue of Life.